# Brama miejska w Le Crozet
Brama miejska w Le Crozet (fr. Rempart au Crozet) – wzniesiona w XIII wieku, obecny stan z XV wieku. Od 11 stycznia 1939 roku posiada status monument historique, w kategorii classé (zabytek o znaczeniu krajowym).

## Lokalizacja
Brama miejska zlokalizowana jest przy 11 Place du Puits w miejscowości Le Crozet, w departamencie Loara, w regionie Owernia-Rodan-Alpy.

## Historia
Pierwsza brama powstała w XIII wieku, została przebudowana w XV wieku. Jest pozostałością (podobnie jak donżon) po umocnieniach miasta i zamku wzniesionym w 1236 roku przez Guya IV hrabiego de Forez. Herby nad bramą wskazują na rody władające tymi ziemiami. 

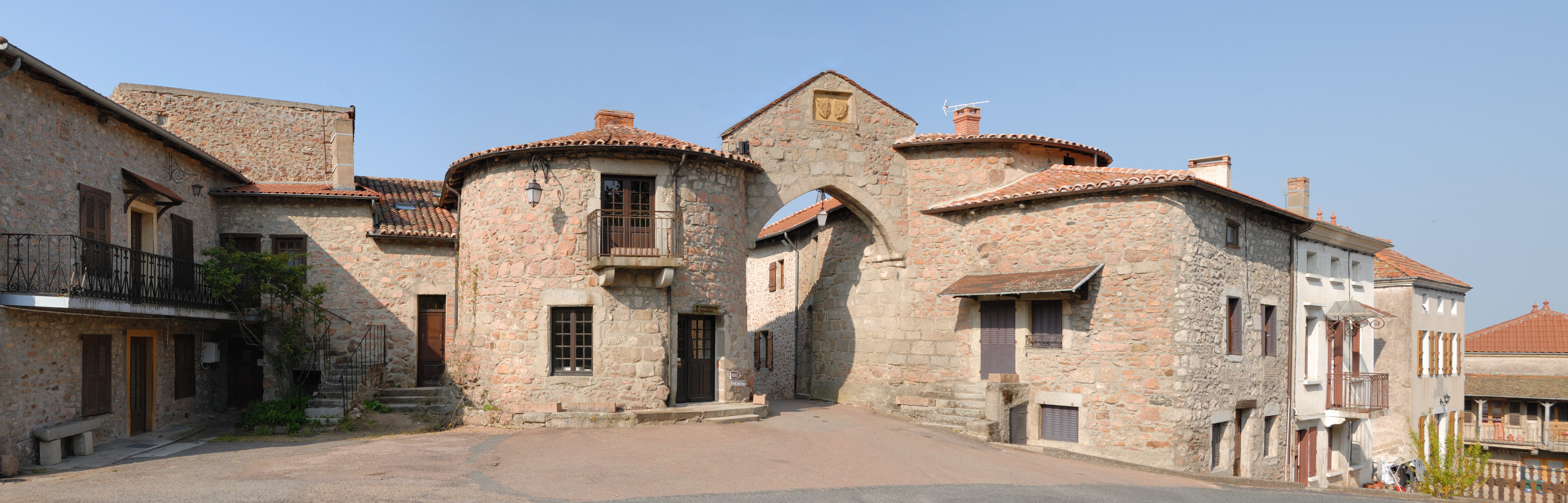